# 東篠崎
東篠崎（ひがししのざき）は、東京都江戸川区東部の地名・町名。住居表示による町名としては東篠崎一丁目と二丁目が存在する。当地区の東、旧江戸川の河川敷部分には、旧町名の東篠崎町（ひがししのざきまち）が一部存続している（住居表示は未実施）。本項では東篠崎と東篠崎町の両地域について記述する。

## 地域
北は篠崎町三丁目に、東および南は旧江戸川を挟んで千葉県市川市湊・伊勢宿・関ケ島・本行徳・下新宿・河原に、南西は江戸川一丁目に、西は南篠崎町五丁目および下篠崎町に隣接する。地域は一部江戸川の対岸におよび、国土交通省関東地方整備局江戸川河川事務所江戸川河口出張所が所在する。出張所周辺は境界未定地で、帰属が未定になっている。（境界未定地の野球場は市川市が管理している。河原 (市川市)#境界未定地域も参照）
東京都内陸部かつ江戸川区の最東端にあたる篠崎地域南東部に位置する町である。地区の東・南辺を東京都 - 千葉県境の江戸川で画し、水上バスのステーション（2001年以降運行休止中）を有する。北部には東京都立篠崎高等学校があり、南部の大規模な工場との間に都営東篠崎住宅の集合住宅が多数立地する。旧町名の東篠崎町は、東篠崎一・二丁目に沿った旧江戸川河川敷部分のみに存続する。町域は南北に細長く、旧江戸川の流路に沿って逆「く」の字形を呈する。
東篠崎二丁目の町域内は、ほとんどが王子製紙の工場や東京都下水道局の篠崎ポンプ所、水辺のスポーツガーデンで占められている。

## 成立

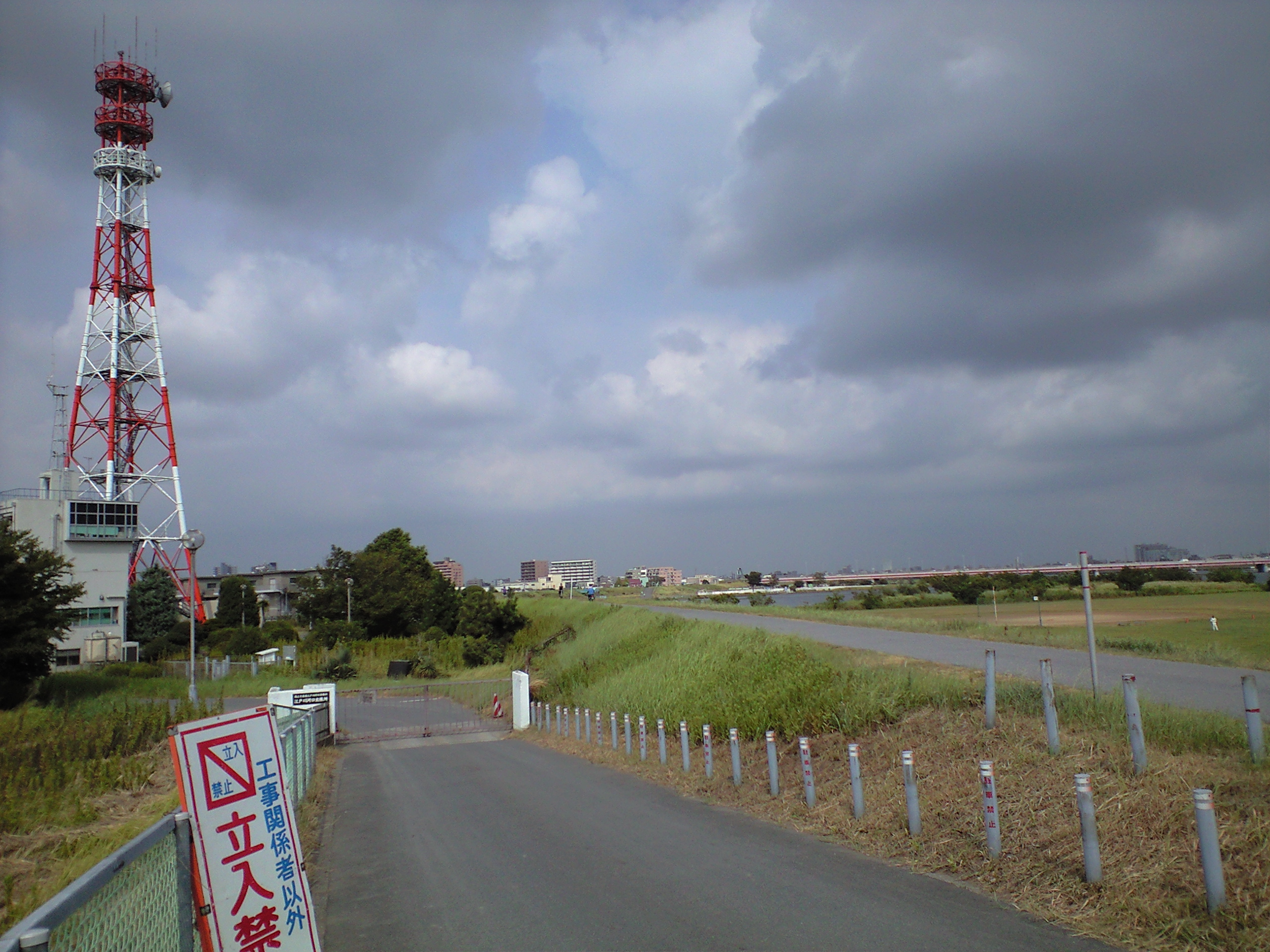
市川市河原の江戸川河川事務局江戸川河口出張所

1932年（昭和7年）の江戸川区成立時から存在する町である。1987年（昭和62年）、篠崎地区の住居表示実施により東篠崎一丁目・二丁目が成立するが、河川敷部分は対岸の千葉県市川市との間の都県境が未定のため住居表示は未実施で、旧町名の東篠崎町のままとなっている。
都県境が未定であるのは、江戸川大橋付近から、東篠崎一丁目8番の江戸川区スポーツランド付近までで、対岸の市川市側の地名は「河原番外地」である。東篠崎町には人家はないが、市川市側の東岸にある国土交通省関東地方整備局江戸川河川事務所江戸川河口出張所の住所は東篠崎町250番地である。

## 世帯数と人口
2025年（令和7年）1月1日現在（江戸川区発表）の世帯数と人口は以下の通りである。なお、東篠崎町は0人の為、省略とする。
| 丁目         | 世帯数    | 人口    |
| ------------ | --------- | ------- |
| 東篠崎一丁目 | 1,070世帯 | 1,964人 |
| 東篠崎二丁目 | 172世帯   | 481人   |
| 計           | 1,242世帯 | 2,445人 |

### 人口の変遷
国勢調査による人口の推移。なお、東篠崎町は含まれない。
| 年                 | 人口  |
| ------------------ | ----- |
| 1995年（平成7年）  | 3,820 |
| 2000年（平成12年） | 3,664 |
| 2005年（平成17年） | 3,752 |
| 2010年（平成22年） | 2,861 |
| 2015年（平成27年） | 2,944 |
| 2020年（令和2年）  | 2,730 |

### 世帯数の変遷
国勢調査による世帯数の推移。なお、東篠崎町は含まれない。
| 年                 | 世帯数 |
| ------------------ | ------ |
| 1995年（平成7年）  | 1,521  |
| 2000年（平成12年） | 1,524  |
| 2005年（平成17年） | 1,562  |
| 2010年（平成22年） | 1,198  |
| 2015年（平成27年） | 1,194  |
| 2020年（令和2年）  | 1,141  |

## 学区
区立小・中学校に通う場合、学区は以下の通りとなる(2023年4月時点)。なお、江戸川区では学校選択制度を導入しており、区内全域から選択することが可能。。
| 丁目         | 番地   | 小学校                   | 中学校                   |
| ------------ | ------ | ------------------------ | ------------------------ |
| 東篠崎一丁目 | 全域   | 江戸川区立篠崎第三小学校 | 江戸川区立篠崎第二中学校 |
| 東篠崎二丁目 | 3〜4番 | 江戸川区立篠崎第三小学校 | 江戸川区立篠崎第二中学校 |
| 東篠崎二丁目 | 1〜2番 | 江戸川区立江戸川小学校   | 江戸川区立篠崎第二中学校 |

## 事業所
2021年（令和3年）現在の経済センサス調査による事業所数と従業員数は以下の通りである。
| 丁目・町丁   | 事業所数 | 従業員数 |
| ------------ | -------- | -------- |
| 東篠崎一丁目 | 26事業所 | 929人    |
| 東篠崎二丁目 | 16事業所 | 583人    |
| 東篠崎町     | 1事業所  | 3人      |
| 計           | 43事業所 | 1,515人  |

### 事業者数の変遷
経済センサスによる事業所数の推移。
| 年                 | 事業者数 |
| ------------------ | -------- |
| 2016年（平成28年） | 35       |
| 2021年（令和3年）  | 43       |

### 従業員数の変遷
経済センサスによる従業員数の推移。
| 年                 | 従業員数 |
| ------------------ | -------- |
| 2016年（平成28年） | 1,057    |
| 2021年（令和3年）  | 1,515    |

## 交通

### 公共交通

#### 鉄道
東篠崎・東篠崎町に鉄道駅および鉄道路線は存在しない。近隣地域に1路線2駅が所在するが、地区全域が至近の鉄道駅から1km以上離れた鉄道利用不便地帯に当たる。以下に最寄駅を挙げる。
- 東京都交通局
  - 新宿線：篠崎駅（篠崎町）、瑞江駅（瑞江）
- 東京メトロ
  - 東西線：妙典駅（富浜）　※1km～2km圏内の距離だが、経路の江戸川水閘門～江戸川堤防は、自動車での往来ができず徒歩・自転車のみ。

#### 路線バス
町域内に京成バス江戸川営業所が存在するため多くのバスが発着している。篠崎駅、瑞江駅、一之江駅、小岩駅、新小岩駅、新浦安駅、南行徳駅へバスで行くことができる。
- 京成バス
  - 新小71
    - 主に鹿骨街道、篠崎街道

  - 小72
    - 主に篠崎街道。江戸川スポーツランド発着便は篠崎駅を経由しない。

  - 小73
    - 主に東京都道307号王子金町江戸川線（柴又街道）

  - 小76
  - 瑞75

#### 水上バス
- 江戸川水上バス
  - 江戸川水上バス（2001年から運休中）：水上バススポーツランドステーション

### 道路・橋梁
- 道路
  - 東京都道450号新荒川葛西堤防線
- 橋梁
  - 東篠崎・東篠崎町は両地区合わせて江戸川に約4km接しているが、対岸連絡のための橋梁は歩行者・自転車専用の江戸川水閘門（通称：篠崎水門）のみである。

## 施設
教育
- 江戸川区立東篠崎保育園
- 江戸川区立篠崎第三小学校
- 東京都立篠崎高等学校

公園・スポーツ・レクリエーション
- 江戸川区スポーツランド
- 水辺のスポーツガーデン
- 篠田堀親水緑道

公的機関
- 国土交通省関東地方整備局江戸川河川事務所江戸川河口出張所
- 東京都下水道局篠崎ポンプ所

その他
- 江戸川東篠崎郵便局
- タムスさくら病院江戸川

## その他

### 日本郵便
- 集配担当する郵便局と郵便番号は以下の通りである[18]。

| 町丁     | 郵便番号 | 郵便局     |
| -------- | -------- | ---------- |
| 東篠崎   | 133-0063 | 小岩郵便局 |
| 東篠崎町 | 133-0062 | 小岩郵便局 |